# Persona (psicologia)
Persona (do latim persona) é a instância psíquica responsável pela interação entre o ser e a comunidade de forma geral. Ela é constituída em paralelo com o ego e com a sombra, desde o início da vida. Na psicologia analítica de Jung, é "uma espécie de máscara projetada, por um lado, para fazer uma impressão definitiva sobre os outros, e por outro, dissimular a verdadeira natureza do indivíduo", a face social que o indivíduo apresenta ao mundo. O termo persona vem do teatro grego antigo, onde o ator usava uma mascara para amplificar a voz.[1]

## Persona
O Arquétipo Persona dá ao sujeito a possibilidade de criar um personagem que pode não ser de fato ele mesmo. Dentro de cada persona existe um conjunto de ideias que se originam da sociedade, no qual denominamos regras sociais. A Persona é muito importante para a sobrevivência humana. Através dela, nos tornamos capazes de conviver com o outro, inclusive nos ajuda a conviver com aquelas pessoas que nos são desagradáveis de maneira saudável e equilibrada. Este Arquétipo é ideal quando ele é flexível, ou seja, não é unilateral.
Ela tem o compromisso em expressar a individualidade do indivíduo no contexto social rodeado por códigos sociais e as variáveis de outras pessoas.
Inicia-se através da imitação, de maneira inconsciente, dos mais próximos e aos poucos, se torna flexível e individualizado. Sua principal função é a interação de um indivíduo com o outro. Nossos papéis sociais constituem aspectos da persona.

## Sombra
A sombra é responsável por aquilo que o Ego não aceita, mantendo assim esses conteúdos em um lugar do inconsciente, mas que há a possibilidade de se tornarem conscientes.
A Sombra no seu total é denominada como as qualidades negativas que todos possuem e que o ego acaba por esconder. Também é composta por muitas qualidades e dons natos que acabam não se desenvolvendo devido a condições externas. Ela é uma sombra arquetípica que pode ser responsável pelos conteúdos humanos gerais, que não são assimiladas a cultura coletiva.
É a fonte de tudo que há de melhor e pior no homem.
A Sombra e a Persona são opostos, polaridades do ego e que provem do Self.
Aqueles traços que nós não gostamos, ou preferimos ignorar, se juntam para formar o que Jung chamou de Sombra. Essa parte da psique, que também é fortemente influenciada pelo inconsciente coletivo, é uma forma complexa e geralmente é o complexo mais acessível pela mente consciente. Jung não acreditava que a Sombra não tivesse propósito ou mérito; ele sentiu que “onde há luz, também deve haver sombra” - o que significa que a Sombra tem um papel importante a desempenhar no equilíbrio da psique geral. Sem um lado sombrio bem desenvolvido, uma pessoa pode facilmente tornar-se superficial e extremamente preocupada com as opiniões dos outros, uma Persona ambulante. Assim como o conflito é necessário para avançar o enredo de qualquer romance bom, claro e escuro são necessários para o nosso crescimento pessoal. Jung acreditava que, não querendo olhar diretamente para as Sombras, muitas pessoas projetam-nas nos outros, o que significa que as qualidades que muitas vezes não podemos suportar nos outros, temos em nós mesmos e não queremos ver. Para realmente crescer como pessoa, é preciso cessar a cegueira voluntária da Sombra e tentar equilibrá-la com a Persona.

## Identificação
O desenvolvimento de uma persona social viável é uma parte vital da adaptação e preparação para a vida adulta no mundo social externo. "Um ego forte se relaciona com o mundo exterior através de uma persona flexível; identificações com uma persona específica (doutor, erudito, artista, etc.) inibe o desenvolvimento psicológico. Assim, para Jung, "o perigo é que [as pessoas] se tornem idênticas a suas personas — o professor com seu livro de ensino, o tenor com sua voz”. O resultado poderia ser "o tipo de personalidade rasa, frágil e conformista que é 'todo persona', com sua preocupação excessiva com "o que as pessoas pensam " - um estado de espírito irrefletido - no qual as pessoas são totalmente inconscientes de qualquer distinção entre si e o mundo em que vivem. Eles têm pouco ou nenhum conceito de si mesmos como seres distintos do que a sociedade espera deles. O estágio foi estabelecido para o que Jung denominou enantiodromia - o surgimento da individualidade reprimida de baixo da persona mais tarde na vida: "o indivíduo ou será completamente sufocado sob uma persona vazia ou uma enantiodromia nos opostos ocultos ocorrerá".

## Individuação
A individuação, para Jung, era a busca da inteireza que a psique humana invariavelmente empreende, a jornada para se tornar consciente de si mesmo como um ser humano único, mas única apenas no mesmo sentido que todos nós, não mais ou menos do que outras. Jung não tentou fugir da importância do conflito para a psicologia humana; ele via isso como inerente e necessário para o crescimento. Ao lidar com os desafios do mundo exterior e dos seus próprios muitos opostos internos, a pessoa lentamente 2 se torna mais consciente, iluminada e criativa. O produto da superação desses confrontos foi um "símbolo" que, segundo Jung, contribuiria para uma nova direção em que se fizesse justiça a todos os lados de um conflito. Esse símbolo era visto como um produto do inconsciente, e não do pensamento racional, e apresentava aspectos de ambos os mundos, consciente e inconsciente, em seu trabalho como agente transformador. O desenvolvimento que brota dessa transmutação, tão essencial à psicologia junguiana, é o processo de individuação.

## Desintegração
"O colapso da persona constitui o momento tipicamente junguiano, tanto na terapia quanto no desenvolvimento" - o "momento" em que "o excessivo comprometimento com os ideais coletivos mascarando uma individualidade mais profunda - a persona - se decompõe ... se desintegra". A visão de Jung de que "a persona é uma semelhança ... a dissolução da persona é, portanto, absolutamente necessária para a individuação". No entanto, sua desintegração pode levar inicialmente a um estado de caos no indivíduo: "um resultado da dissolução da persona é a liberação da fantasia ... a desorientação ". À medida que o processo de individuação se inicia" a situação se desfez da casca convencional e se desenvolveu em um encontro com a realidade, sem falsas veias ou adornos de qualquer tipo ".
O colapso da persona constitui-se tipicamente no momento Jungiano tanto na terapia quanto em seu desenvolvimento, e é quando o comprometimento excessivo à ideias coletivas passam a mascarar a individualidade mais profunda. Dado que a visão de Jung era que a persona é uma semelhança, de modo que sua dissolução é absolutamente necessária para a individuação.

## Restauração negativa
Uma reação possível à experiência resultante do caos arquetípico foi o que Jung chamou de "a restauração regressiva da persona", segundo a qual o protagonista "laboriosamente tenta remendar sua reputação social dentro dos limites de uma personalidade muito mais limitada ... fingindo que ele é como ele era antes da experiência crucial. "Da mesma forma no tratamento pode haver" a fase de restauração de persona, que é um esforço para manter a superficialidade "; ou mesmo uma fase mais longa destinada a não promover a individuação, mas trazer o que Jung caricaturou como "a restauração negativa da persona" - isto é, uma reversão para o status quo.

## Restauração
A recuperação, o objetivo da individuação, "não é apenas alcançada pelo trabalho nas figuras interiores, mas também, como condição sine qua non, por uma readaptação na vida exterior" - incluindo a recriação de uma nova e mais viável persona. "Desenvolver uma personalidade mais forte ... pode parecer inautêntica, como aprender a" desempenhar um papel "... mas, se alguém não puder desempenhar um papel social, sofrerá". Assim, um objetivo para a individuação é que as pessoas "desenvolvam uma personalidade mais realista e flexível que as ajude a navegar na sociedade, mas não colide nem esconda o seu eu verdadeiro". Eventualmente, "na melhor das hipóteses, a persona é apropriada e de bom gosto, um verdadeiro reflexo da nossa individualidade interior e do nosso sentido exterior do eu".

## Ausência
A alternativa é suportar viver com a ausência da persona - e para Jung "o homem sem personalidade ... é cego para a realidade do mundo, que para ele tem apenas o valor de um playground divertido ou fantástico". Inevitavelmente, o resultado do "fluxo do inconsciente para o reino consciente, simultaneamente com a dissolução da 'persona' e a redução da força diretiva da consciência, é um estado de equilíbrio psíquico perturbado". Aqueles presos em tal estágio permanecem "cegos para o mundo, sonhadores sem esperança ... Cassandras espectrais temiam por sua falta de tato, eternamente incompreendida".